# Hiroshi Saito
Hiroshi Saito (født 13. november 1970) er en tidligere japansk fodboldspiller.
Han har spillet for flere forskellige klubber i sin karriere, herunder Shimizu S-Pulse.